# 에라투스
에라투스는 중국에 살았던 멸종한 캄브리아기 절지동물의 일종이다. 모식종은 에라투스 스페라레(학명: E. sperare)으로 알려져 있다. 에라투스는 절지동물의 극초기 동물 중 하나로 알려져 있으며, 이 화석의 발견은 절지동물 몸통 부속지의 초기 진화를 학자들이 이해하도록 도와주었다. 라디오돈타목 등의 절지동물 줄기군의 일부는 다리가 없고 대신 수영을 보조해주는 부속지 같은 지느러미를 가지고 있다. 에라투스는 한편으로는 지느러미도 없었고 일련의 원시적인 다리들을 보유했다. 이는 또한 수생 절지동물의 아가미가 고생대에 나타난 육상 절지동물의 날개나 기관지로 진화했을 것이라는 이론을 입증했다.
에라투스의 화석은 중국 마오텐산 혈암의 라거슈타테에서 발견되었다. 이 지층의 나이는 5억 2000만년 전으로 거슬러 올라간다. 에라투스는 단독생활을 하고 헤엄을 잘 치며 이매갑각으로 덮힌 소형동물이었을 것이다. 또, 여과섭식자이거나 침전물을 섭식하는 방식으로 먹이를 섭취했을 것이다.

## 연구사
XDBZ101와 XDBZ102 표본은 모식표본을 구성한다. NWUS92-310은 부모식표본이며, 이전에는 이속시스(Isoxys auritus)로 동정된 적이 있다. 표본 둘 다 중국의 윈난성에 있는 허린푸 지층(Helinpu Formation)에서 발견해냈다. 에라투스의 생물학명은 후(Fu)와 그의 동료들이 2022년에 이름을 붙여준 것이다. 속명은 라틴어로 '맴돌다', '돌아다니다'의 의미를 가지고 있으며 이 동물의 유영성을 추론해 붙인 것이다. 그리고 종소명은 라틴어로 '바라다', '기원하다'라는 의미이다. 모식 표본은 개체의 일부와 다른 부분, 그리고 별개의 갑각으로 구성되어 있다. 부모식 표본은 앞쪽의 가시와 몸통 앞부분의 파편 7점으로 구성되어 있다.

### 절지동물 진화로의 이해의 중요성
외지(exopod)와 내지(endopod)로 구성된 많은 진절지동물군(euarthropoda)의 이분지(biramous appendage)의 구성요소와 엽족동물·라디오돈트목 동물의 강건한 다리 또는 지느러미 간의 연관성은 오랫동안 논쟁 중에 있다. 에라투스는 안다리의 진화사에 있어 가장 초기 단계 중의 하나를 보여주는데, 그것은 외지 같은 다리가 아닌 몸체에 붙어있는 지느러미와 합쳐지지 않은 물렁한 내지를 함께 가지고 있다는 것이다. 2022년 발표 논문에 따르면 에라투스는 특이한 몸통다리 때문에 아노말로카리스와 비슷한 양 옆의 지느러미와 아래쪽으로 뻗어있는 원뿔 모양의 내지를 형성시켰다고 추론한다. 에라투스의 화석표본은 이 동물이 이분지의 진화의 중간 단계에 있음을 시사한다.

## 특징
에라투스의 몸길이는 37~72mm 정도이다. 이 절지동물은 이매갑각이 있는데 등 부분을 덮고 있으며 앞부분이 변형된 가시가 튀어나와 있지만 갑각 뒤는 둥글다. 옆눈 한 쌍이 가시 부위 근처에 위치한다. 눈에는 수정체가 보이지 않으며 길다란 눈자루에 달려있다. 몸통 바닥면에는 아가미같은 주름지고 넓은 몸통 지느러미 11쌍이 있다. 이 지느러미들은 몸통 뒤로 갈수록 크기가 작아진다. 엽족동물과 라디오돈트목처럼 이들의 지느러미는 몸체와 연결되어 있다. 몸통지느러미 중 앞의 7쌍은 한가운데로 늘어선 내지가 있다. 각 내지는 단순하게 생긴 일곱 마디로 이루어져 있다. 발톱과 내돌기의 존재는 흔적이 불분명하다. 뒤쪽의 몸통지느러미 4쌍은 내지가 결여되어 있으나 깃주름이 좀 더 선명하다. 눈과 몸통지느러미 사이에 있는 머리 아래의 구조물은 아직 발견이 되지 않았으며, 몸통 끝에도 꼬리마디가 있는지 불분명하다.

## 계통분류학적 분류
계통발생학 분석(Fu et al. 2022)에서 에라투스가 이속시스목보다 더 이전에 갈라져 나온 초기 절지동물임을 밝혀냈다. 하지만 라디오돈트목이나 엽족동물에 속하는 다른 동물들에서 갈라져 나왔음을 시사한다.

## 고생태
에라투스는 5억 2000만 년 전 시기의 청지앙 생물군의 구성원이다. 이 시기상 일대가 바다 수위 변화와 지체 구조 운동으로 인해 열대 바다가 되었다. 동물상의 다수는 주로 저서생활을 했으며 아마도 저탁류에 맞서 퇴적층 밑으로 파고 들어가 있었을 것이다. 완족동물, 원시 유즐동물(Scleroctenophora), 추형동물, 엽족동물, 갯지렁이, 원시 척삭동물, 그리고 여타 절지동물들이 이 생물군을 대변한다. 이 지층대는 지층 나이가 더 어린 버지스 셰일처럼 화석이 매우 잘 보존된 것으로 알려져 있다.

## 같이 보기
- 킬린시아

## 노트
1. ↑  라틴어로 에라투스는 '맴도는' 것을 뜻한다
2. ↑  라틴어로 스페라레(sperare)는 '원하다' 라는 뜻이다.